# Cercasi un colpevole disperatamente
Cercasi un colpevole disperatamente (Off and Running) è un film statunitense del 1991 diretto da Edward Bianchi, con Cyndi Lauper.

## Trama
Cyd Morse è una bellissima attrice e cantante di piano bar, ma la sua carriera non decolla nonostante sia guest star nel serial Miami Vice. Si guadagna da vivere con la danza subacquea presso il bar del Eden Rock Hotel a Miami Beach.
Una sera conosce l'ex fantino Woody. Dopo una breve frequentazione i due si innamorano. Tuttavia si tratta di una breve fortuna: Woody viene brutalmente picchiato a morte nella sua stanza d'albergo. Cyd, unica testimone oculare del delitto viene vista dal killer che inizia a darle la caccia per eliminarla. La fanciulla, nella fuga, riesce ad entrare in possesso di una chiave che Woody aveva intorno al collo.
Sul suo cammino incontra il golfista Jack Connett ed un ragazzino adolescente che la aiuteranno ad indagare sul passato di Woody. Una volta trovata la serratura per la chiave il mistero verrà risolto.

## Curiosità
- L'adattamento italiano del titolo del film richiama Cercasi Susan disperatamente, celebre commedia degli anni ottanta con Madonna, all'epoca considerata rivale di Cyndi Lauper.